# Bataille de Valtétsi (1821)
Guerre d'indépendance grecque
Batailles
- Patras
- Alamana
- Gravia
- Valtetsi
- Doliana
- Drăgășani
- Tripolizza
- Péta
- Chios
- Dervénakia
- Nauplie
- Karpénissi
- Guerres civiles (en)
- Psará
- Maniaki (en)
- Sphactérie
- Missolonghi
- Arachova
- Phalère
- Navarin

La bataille de Valtétsi fut livrée le 12 mai 1821 (24 mai grégorien) pendant la guerre d'indépendance grecque. Elle est un des épisodes du siège de Tripolizza. Elle opposa près du village de Valtétsi les indépendantistes grecs commandés par Theódoros Kolokotrónis aux troupes ottomanes. Malgré une grande infériorité numérique, les Grecs remportèrent une victoire décisive.

## Préparatifs
L'armée ottomane, qui venait de recevoir des renforts, quitta Tripolizza sous le commandement du Kehaya bey Mustafa et de Rubeh Bey, chef des Albanais musulmans de la région de Vardounia dans le  Magne, afin d'attaquer le camp grec basé dans le village de montagne de Valtetsi.
L'armée ottomane était forte d'environ 5 000 hommes, dont 1 200 cavaliers, et deux ou trois canons.
Les Grecs s'étaient retranchés sur quatre collines du village, avec 700 hommes commandés par Elias et Kyriakoúlis Mavromichális, Anagnostaras et Kephalas, tandis que Kolokotronis, Colliopoulos, et d'autres commandants restaient postés en retrait dans les montagnes.

## Bataille

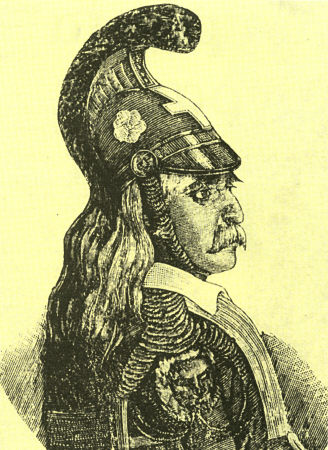
Portait de Theodoros Kolokotronis (1770-1843) par Epaminondas Kyriakidis (1861-1939).

Les assauts de l'infanterie albanaise furent repoussés à trois reprises par les Grecs qui profitaient de leur position défensive, alors que la cavalerie ottomane ne pouvait intervenir efficacement en raison du terrain ; les Ottomans furent aussi attaqués sur leur flanc droit par 1 500 hommes commandés par Kolokotronis venant en renfort des assiégés.
Après une journée de combat, la nuit tomba sans qu'aucun des adversaires n'ait pris d'avantage décisif.
Le lendemain, les assauts ottomans furent à nouveau infructueux. Le kehaya bey finit par donner l'ordre de la retraite, devant la fatigue de ses troupes et l'arrivée inattendue de Nikétaras qui arrivait à marche forcée d'Argos avec 800 hommes et risquait de couper la route de Tripolizza.
La retraite se transforma en déroute, la panique gagnant l'armée ottomane ; les Grecs capturèrent une partie des bagages turcs, deux canons, et élevèrent un trophée de 400 têtes de soldats ennemis.

## Conséquences
La bataille augmenta le moral des Grecs et détruisit la réputation militaire de l'armée ottomane ; complétée par la bataille de Doliana quelques jours plus tard, elle permit aux insurgés de prendre l'ascendant moral et militaire sur leurs ennemis et d'établir solidement l'insurrection. Selon Gordon, même s'il la qualifie d' « escarmouche pompeusement baptisée bataille de Valtezza », elle décida de la victoire grecque au cours de la campagne de 1821 dans le Péloponnèse.

## Sources
- An index of events in the military history of the Greek nation, Athènes, Army History Directorate, coll. « Army History Directorate publication », 1998, 506 p. (ISBN 978-960-7897-27-5)
- (en) Thomas Gordon, History of the Greek revolution, vol. 1, USA, Nabu Press, 2015, 504 p., 2 vol (ISBN 978-1-143-92898-7)